# Medfield (condado de Norfolk)
Medfield es un lugar designado por el censo ubicado en el condado de Norfolk en el estado estadounidense de Massachusetts. En el Censo de 2010 tenía una población de 6.483 habitantes y una densidad poblacional de 497,24 personas por km².

## Geografía
Medfield se encuentra ubicado en las coordenadas 42°11′13″N 71°18′2″O / 42.18694, -71.30056. Según la Oficina del Censo de los Estados Unidos, Medfield tiene una superficie total de 13.04 km², de la cual 12.82 km² corresponden a tierra firme y (1.71%) 0.22 km² es agua.

## Demografía
Según el censo de 2010, había 6.483 personas residiendo en Medfield. La densidad de población era de 497,24 hab./km². De los 6.483 habitantes, Medfield estaba compuesto por el 94.4% blancos, el 0.91% eran afroamericanos, el 0.08% eran amerindios, el 3.18% eran asiáticos, el 0% eran isleños del Pacífico, el 0.25% eran de otras razas y el 1.19% pertenecían a dos o más razas. Del total de la población el 1.54% eran hispanos o latinos de cualquier raza.